# Néoconfucianisme
Ne doit pas être confondu avec nouveau confucianisme.
Le néoconfucianisme est un courant philosophique extrême-oriental qui prit son essor sous la dynastie chinoise Song et devint la version officielle du confucianisme du XIVe siècle jusqu’au tout début du XXe siècle, malgré la concurrence du courant Hanxue à partir de la dynastie Qing. Le canon des Quatre Livres proposé par Zhu Xi, son principal promoteur, constituait la base des examens impériaux. Le néoconfucianisme pénétra au Vietnam, au Japon et en Corée, jouant un rôle particulièrement important dans ces deux derniers pays, où il reçut parfois une interprétation originale.
Il est connu en Chine sous divers noms désignant ses multiples branches à différentes époques, dont les deux principales sont l’École du Principe (理學 pin. : Lǐxué) et l’École de l'Esprit (心學 pin. : Xinxué). Au XXe siècle, Feng Youlan 馮友蘭 (1895–1990) créa la Nouvelle École du principe Xin Lixue.
Les penseurs néoconfucéens ont popularisé à partir des XVIe – XVIIe siècles le symbole taijitu, représentation du concept de taiji du Livre des Mutations, parfois appelé en Occident « symbole taoïste ».

## Présentation générale
Le néoconfucianisme est le premier courant confucéen depuis les Han comprenant un système métaphysique, sous diverses variantes. C’est une réponse à la domination philosophique des taoistes et surtout des bouddhistes, dont les confucianistes considéraient certaines notions et pratiques comme malfaisantes et étrangères à la société chinoise, le monachisme en particulier, ou le karma. Ils souhaitaient réaffirmer la prééminence des vertus confucéennes (humanité ren, droiture yi, correction li, sagesse zhi, fidélité xin, sincérité cheng), et la conformité de l’ordre social qu’elles régissent avec la Voie du Ciel. La pensée de Mencius qui affirme que la nature humaine xing est fondamentalement bonne, donc partie intégrante de l’ordre cosmique, fut mise en avant. Malgré le désir de se démarquer du bouddhisme et du taoïsme, les métaphysiques néoconfucéennes se sont tout de même formées sur la base des systèmes existants, les influences de ces deux courants ainsi que des anciens concepts naturalistes (yin et yang, qi, cinq éléments etc.) n'en sont donc pas absentes. Ces emprunts sont parfois même délibérés, car les néoconfucianistes reconnaissaient aussi des qualités aux systèmes qu’ils voulaient contrer. Ainsi Zhu Xi admirait-il le haut niveau moral des moines bouddhistes, et les penseurs du courant comptaient souvent des moines chan ou taoïstes parmi leurs amis. « Les trois enseignements sont un. » devint le slogan de l’époque Song, lancé par les confucéens qui voulaient dire par là que les aspects positifs du bouddhisme et du taoïsme étaient aussi présents dans le confucianisme.
Contrairement aux premiers penseurs du courant Xuanxue (IIIe – VIe siècle) qui espéraient régénérer le système confucéen en s’appuyant largement sur le Livre de la Voie et de la Vertu, le Zhuangzi et le Livre des Mutations, ceux du néoconfucianisme cherchaient à se démarquer clairement du taoïsme et rejetèrent donc les deux premiers ouvrages, se concentrant sur le dernier dont le commentaire était attribué à Confucius. Les autres textes retenus étaient bien sûr les Analectes, mais aussi des textes jusque-là mineurs comme le Mencius, qui affirme que la nature humaine est bonne, ainsi que la Grande Étude et l’Invariable Milieu tirés du Liji.

## Développement du courant
Bien que le néoconfucianisme débute réellement sous les Song et devienne un courant important grâce à Zhu Xi, ses philosophes citent parfois comme précurseurs deux personnalités de la dynastie Tang, Han Yu (768-824) et Li Ao (772-841).
- Premiers penseurs néoconfucianistes
  - Zhou Dunyi 周敦颐 (1017-1073) et l’École de la Voie Daoxue 道学 ; il eut les frères Cheng comme disciples durant une courte période et fut reconnu par Zhu Xi comme un pionnier du courant.
  - Shao Yong 邵雍 (1011-1077) et l’École icono-numérologique Xiangshuxue 象数学 ;
  - Zhang Zai 張載 (1020-1077) et l’École du Souffle Qixue 气学 ; Zhu Xi accordait une grande importance à ses écrits ; son influence s’étend jusqu’aux Ming avec Luo Qinshun 羅欽順 (1465-1547) et Wang Fuzhi 王夫之 (1619-1692).
  - Les Quatre Écoles du début du XIe siècle
    - Wang Anshi 王安石 (1021-1086) et l’École du Duc de Jing 荊公學派 ;
    - Sima Guang 司馬光 (1019-1086) et l’École de maître Wen 溫公學派 ;
    - Su Shi 蘇軾 (1037-1101) et l’École de Shu 蜀學 ;
    - Les frères Cheng, Cheng Hao 程顥 (1032-1095) et Cheng Yi 程頤 (1033-1107) ;
      - Cheng Hao sera plus tard considéré comme le pionnier de l’École de l’Esprit, mais ses continuateurs directs sont Hu Wufeng 胡五峰 (1105-1161) et Zhang Shi 張栻 (1133 -1180), École de Huxiang 湖湘之學 ; Liu Jishan 劉蕺山 (1578-1645) est considéré comme le continuateur de Hu Wufeng.
      - Cheng Yi et l’École de Luoyang 洛學 ; Zhu Xi (1130-1200) rendra cette branche célèbre ; connue comme École du Principe 理学 ou École de Cheng et Zhu 程朱理學, elle sera la branche principale du néoconfucianisme jusqu’au XVIe siècle.
- Lu Jiuyuan 陸九淵 (1119-1192) sera repris par Wang Yangming et l’École de l'Esprit 心学 ou École de Yangming 陽明學, seconde branche principale du néoconfucianisme.

## Principaux penseurs

### Chine
Outre ceux mentionnés dans le chapitre précédent :
- Ouyang Xiu (1007–1072)
- Ye Shi (1150–1223)
- Tang Zhen (1630-1704)

### Japon
- Fujiwara Seika (1561–1619)
- Hayashi Razan (1583–1657)
- Nakae Tōju (1608–1648)
- Yamazaki Ansai (1619–1682)
- Kumazawa Banzan (1619–1691)
- Yamaga Sokō (1622–1685)
- Itō Jinsai (1627–1705)
- Kaibara Ekken (alias Ekiken) (1630–1714)
- Arai Hakuseki (1657–1725)
- Ogyū Sorai (1666–1728)
- Nakai Chikuzan (1730–1804)
- Ōshio Heihachirō (1793–1837)

### Corée
- An Hyang (1243–1306)
- Yi Saek (1328–1396)
- Jeong Mong-ju (1337-1392)
- Jeong Dojeon (1342-1398)
- Gil Jae (1353-1419)
- Jeong Inji (1396–1478)
- Kim Sukja
- Kim Jong-jik (1431-1492)
- Jo Gwang-jo (1482-1519)
- Yi Hwang (nom de plume : Toegye) (1501–1570)
- Jo Sik (1501–1572)
- Yi I (nom de plume : Yulgok) (1536–1584)
- Seong Hon (1535–1598)
- Jeong Gu(1542-1620)
- Ahn Bang-jun (1573-1654)
- Kim Jangsaeng
- Kim Jip
- Song Si-yeol (1607–1689)
- Heo Mok (1595-1682)
- Yun Hyu (1617-1680)
- Yun Jeung (1629-1714)
- Kwon Sang-ha (1641-1721)

### Vietnam
- Nguyễn Khuyến
- Phan Dinh Phung
- Tự Đức